# Народни песни на македонските българи
„Народни песни на македонските българи“ е етнографски сборник с български народни песни, събрани от Стефан Веркович, смятан за „най-ценния му принос в областта на българската фолклористика“. Излиза с предговор на сръбски език в 1860 година в Белград под заглавието „Народне песме македонски Бугара“.
Книгата е вторият голям сборник с български народни песни след излезлия в 1855 година „Болгарские песни из сборников Ю. Ив. Венелина, Н. Д. Катранова и других болгар“ на Петро Безсонов. Съдържа 335 народни песни, които са лирични и затова са наречени в заглавието женски. Песните са събирани от Веркович при престоя му като сръбски агент в южномакедонския град Сяр от 1855 година насетне. Заглавието, посвещението на княгиня Юлия Обренович, предговорът, бележките и обясненията към песните са на сръбски език, а в края има обяснение на сръбски на непознати български думи. Песните обаче са на оригиналния български език, както го нарича и самият Веркович.
Произход на песните
| Брой песни | Селище      | Околия    |
| ---------- | ----------- | --------- |
| 235        | Просеник    | Сярско    |
| 36         | Горно Броди | Сярско    |
| 7          | Лехово      | Валовищко |
| 4          | Добринища   | Разложко  |
| 40         |             | Велешко   |
| 12         | Дебър       | Дебърско  |
| 1          | Крушево     | Прилепско |

Така огромната част от песните са от сярското село Просеник – записани от живеещата в Сяр певица Дафина Просенишка, наречена от Веркович „българската Омирка“. Другите песни също са записвани в Сяр – тези от Лехово са записани от стара жена, представена му от Дафина, а тези от Дебърско от дебрани, работещи в града. Сборникът няма жанровото разнообразие на излезлия на следната 1861 година Миладинов сборник „Български народни песни“, „но допринася твърде много за пропагандирането на българската народна поезия сред учените слависти“.
В обширния предговор Веркович очертава етническите граници на южните райони, населени с „български славяни“:
| „ | Но самь ове песме назвао бугарскима а ни словенскима, збогъ тога, єръ данасъ кадъ бы когодъ македонскогъ Славенина запитао: што си ты? съ места бы му одговоріо: я самь Болгаринъ, а свой єзыкъ зову болгарскимъ. Но аз тези песни нарекох български, а не славянски, защото, ако днес попитате някой македонски славянин „Какъв си ти“, веднага ще ви отговори: аз съм българин, а своя език наричам български. | “ |

Предговорът е с характер на етнографски очерк за българите в Македония и е извор на „важни сведения за бита, езика, етническото самосъзнание, поминъците и етническия състав на населението от различните селища“. Цел на предговора е да даде верни етнографски данни за българския характер на Македония, тъй като гръцките, както и някои западни автори тенденциозно „тези предели ги наричат гръцки“.
Сборникът е издаден за втори път на български от Петър Динеков в 1966 г. В него заедно с оригиналния текст е направен и превод на български на Верковичовия предговор и добавена уводна студия „Делото на Стефан Веркович“.
Още в предговора Веркович изяснява, че замисля да издаде втори том на сборника с трапезни и юнашки песни, а по-късно ще записва народни приказки и предания. Поради ангажираността си в диспута около „Веда Словена“, не успява да го осъществи приживе и събраните от него материали са издадени като „Сборникъ Верковича. Ι. Народныя пѣсни македонскихъ болгаръ“ в 1920 г. в Петроград и „Lidové povídky jihomakedonské“ в 1932 г. в Прага.